# Gabriele Streichhahn

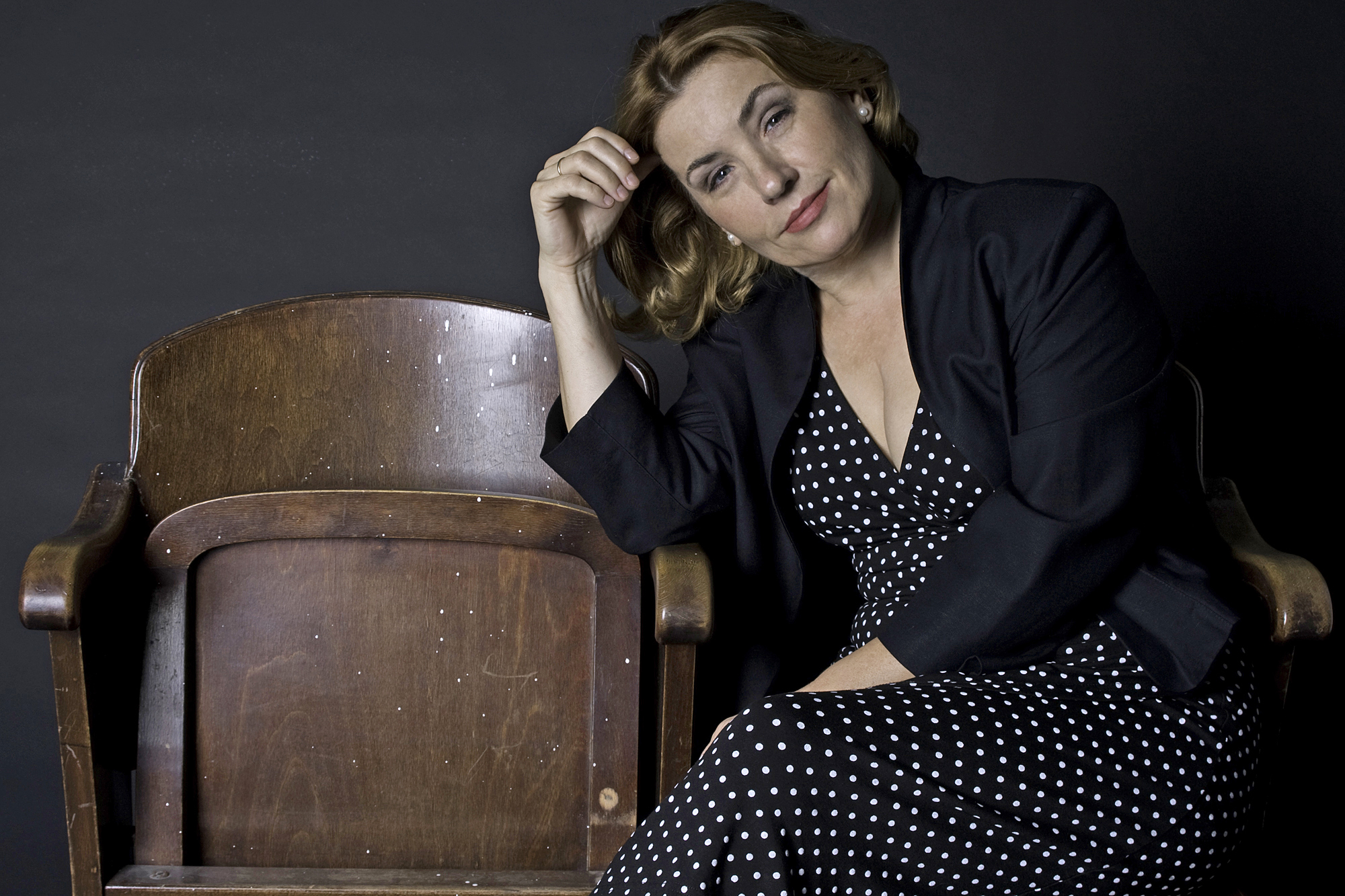
Gabriele Streichhahn

Gabriele Streichhahn (* 1953 in Ost-Berlin) ist eine deutsche Schauspielerin sowie Synchron- und Hörspielsprecherin.

## Leben
Streichhahn studierte von 1972 bis 1976 Schauspiel an der Theaterschule in Leipzig. Daraufhin wurde sie am Erfurter Theater engagiert. 1985 wechselte sie ans Theater im Palast (TiP) in Berlin. 1991 war Streichhahn Mitbegründerin des Theater im Palais, wo sie von 1999 bis 2022 auch als Intendantin tätig war. Seit Folge 93 (Februar 2009) spricht sie die Rolle der Mutter Barbara Blocksberg in der Hörspielreihe Bibi Blocksberg. Sie löste damit Hallgerd Bruckhaus ab.
Als Schauspielerin wirkte sie gelegentlich in DDR-Produktionen wie Polizeiruf 110 oder der Fernsehserie Mit Herz und Robe mit. 1987 drehte sie unter Regie von Peter Vogel in dem DEFA-Film Die erste Reihe – Bilder vom Berliner Widerstand in der Rolle der Widerstandskämpferin Libertas Schulze-Boysen.

## Theater (Auswahl)
Städtische Bühnen Erfurt
- 1976: An einem einzigen Abend von Josif Naghiu – Regie: Ekkehard Kiesewetter (DDR-Erstaufführung)
- 1976: Aschenbrödel von Jewgenij Schwarz – Regie: Hans Georg Türk
- 1976: Till von Charles de Coster – Regie: Peter Sodann (DDR-Erstaufführung)
- 1977: Adam und Eva von Peter Hacks – Regie: Barbara Abend
- 1977: Kater Lampe von Emil Rosenow – Regie: Dieter Steinke
- 1977: Frech wie Oskar von Siegfried Baumgart – Regie: Klaus Schleiff
- 1978: Anregung bei b.b. von Bertolt Brecht (diverse Szenen aus Brecht-Sücken) – Regie: Barbara Abend
- 1978: Die kleine Hexe, die nicht böse sein konnte von Maria Clara Machalo – Regie: Barbara Abend
- 1978: Die Nacht nach der Abschlußfeier von Wladimir Tendrjakow – Regie: Ekkehard Kiesewetter
- 1978: Minna von Barnhelm von Gotthold Ephraim Lessing – Regie: Barbara Abend
- 1979: Clemens oder das Jahr des Stiers von Kazys Saja – Regie: Iwan Petrow
- 1979: Die Straße von Harald Gerlach – Regie: Barbara Abend
- 1980: Lysistrate von Aristophanes – Regie: Ekkehard Kiesewetter
- 1980: Das Tagebuch der Anne Frank von Frances Goodrich und Albert Hackett – Regie: Dieter Seidel
- 1980: Onkel Wanja von Anton Tschechow – Regie: Ekkehard Kiesewetter
- 1981: Match von Jürgen Gross – Regie: Klaus Schleiff
- 1981: Kabale und Liebe von Friedrich Schiller – Regie: Barbara Abend
- 1981: Der Sturm von William Shakespeare – Regie: Ekkehard Kiesewetter
- 1983: Mein armer Marat von Alexej Arbusow – Regie: Jefim Chigerowitsch
- 1984: Die drei Musketiere von Heiner Maaß und Peter Schneider nach Alexandre Dumas’ Roman – Regie: Klaus Schleiff
- 1984: Bernarda Albas Haus von Federico García Lorca – Regie: Bernd Keßler
- 1985: Wie es euch gefällt von William Shakespeare – Regie: Klaus Stephan

Theater im Palais
- 1991: Shirley Valentine oder Die heilige Johanna der Einbauküche von Willy Russell – Regie: Barbara Abend
- 1991: Farm der Tiere von George Orwell – Regie: Barbara Abend
- 1991: Berlin in anderen Umständen von Barbara Abend – Regie: Barbara Abend
- 1991: Die acht Millionäre, Kriminalkomödie von Robert Thomas – Regie: Uwe Karpa
- 1992: Effi Briest von Theodor Fontane – Regie: Barbara Abend
- 1992: Gaslicht, Kriminalstück von Patrick Hamilton – Regie: Barbara Abend
- 1992: Hinterm Ofen sitzt ne Maus von Barbara Abend – Regie: Barbara Abend
- 1993: Die Glasmenagerie, ein Spiel der Erinnerung, von Tennessee Williams – Regie: Barbara Abend
- 1993: Play Strindberg von Friedrich Dürrenmatt (Totentanz nach August Strindberg) – Regie: Barbara Abend
- 1993: Stundenplan einer Rache nach Richard Wagner von Esther Vilar – Regie: Barbara Abend
- 1993: Jawoll, meine Herrn – mit Musik geht alles besser von Barbara Abend – Regie: Barbara Abend
- 1994: Literarische Gruselnacht von Barbara Abend – Regie: Barbara Abend
- 1994: Die leere Staatskarosse (Künstlerball bei Kroll) von Barbara Abend – Regie Barbara Abend
- 1994: Der böse Geist Lumpazivagabundus oder Das liederliche Kleeblatt, Lustspiel von Johann Nestroy – Fassung und Regie: Barbara Abend
- 1995: Farm der Tiere von George Orwell – Fassung und Regie: Barbara Abend
- 1995: Das lukullische Theatervergnügen von Barbara Abend – Regie: Barbara Abend
- 1995: Literarische Gruselnacht Nr. 2 von Barbara Abend – Regie: Barbara Abend
- 1996: Theodor Fontane: Unwiederbringlich – Bühnenfassung des Romans: Barbara Abend – Regie: Barbara Abend
- 1996: Das Wirtshaus im Spessart, eine musikalische Räuberpistole nach Motiven des gleichnamigen Kurt-Hoffmann-Films – Fassung und Regie: Barbara Abend
- 1996: Apfel, Nuß und Mandelkern – Buch und Regie: Barbara Abend
- 1997: Miss Marple – ein literarischer Krimi-Abend – Fassung und Regie: Birgid Gysi
- 1998: Theodor Fontane – ein poetischer Lebenslauf (Melanie und Rosamunde) – Buch und Regie: Barbara Abend
- 1998: Fontane-Tafel (Theodor Fontane: Nicht für Bibber und Klimbim) – Buch und Regie: Barbara Abend
- 1998: Erzählungen Hoffmanns oder Die Verteidigung der Phantasie, ein Spiel mit fünf Erzählungen E. T. A. Hoffmanns und Offenbachscher Musik – Buch und Regie: Barbara Abend
- 1999: Am Thron gesägt, Indiskretes und Vertrauliches von Goethes Zeitgenossen – Buch und Regie: Barbara Abend
- 2000: Einmalhunderttausend Thaler, David Kalischs Altberliner Posse in der Neufassung von Barbara Abend – Regie: Barbara Abend
- 2000: Prügelstock und Flöte – ein Mensch wird preußischer König – Buch und Regie: Barbara Abend
- 2001: Mit der Hand über’n Alexanderplatz – Buch und Regie: Barbara Abend
- 2002: William Shakespeare: Macbeth – freie Fassung und Regie: Barbara Abend
- 2003: TafelSpitzen (Tischgeschichten von großen Geistern und kleinen Leuten) – Buch und Regie: Barbara Abend
- 2003: Jud Süß (nach Motiven des Romans von Lion Feuchtwanger) – Buch und Regie: Barbara Abend
- 2004: Geiz – Ein Wucher mit Musik, nach Molières Der Geizige – Buch und Regie: Barbara Abend
- 2004: Es Schillert – Eine heitere Verehrung – Buch und Regie: Barbara Abend
- 2005: Und kein bisschen älter – Eine Hommage in eigener Sache – Buch und Regie: Barbara Abend
- 2005: Der Geisterseher. Ein Thriller von Schiller – Fassung: Birgid Gysi/Barbara Abend – Regie: Barbara Abend
- 2005: Ein kleines bißchen Glück – das gibt’s nur einmal! Werner Richard Heymann – ein Leben mit Deutschland – Buch und Regie: Barbara Abend
- 2005: Wenn Gott will, will ich auch! (Mozart) – Buch und Regie: Barbara Abend
- 2006: Unterm Birnbaum, Kriminalnovelle von Theodor Fontane – Buch und Regie: Barbara Abend
- 2006: Los geht’s – Buch und Regie: Barbara Abend
- 2006: In den Gehirnkammern Mäuse fangen, ein etwas anderer Wilhelm-Busch-Abend – Buch und Regie: Barbara Abend
- 2007: Amphitryon von Peter Hacks – Regie: Peter Rauch
- 2007: „Berliner Geschichten“: Rosenemil von Georg Hermann
- 2008: „Berliner Geschichten“: Preußens Luise, vom Ruhm und Nachruhm einer Legende – Buch und Regie: Barbara Abend
- 2008: Mit Musike. Berlins freche Gesänge – Buch und Regie: Barbara Abend
- 2008: Der eingebildete Kranke von Molière – Fassung und Regie: Barbara Abend
- 2008: „Berliner Geschichten“: Kästner für Erwachsene – Leitung: Barbara Abend
- 2008: „Berliner Geschichten“: Es gibt auch Wein in Berlin! – Buch und Regie: Barbara Abend
- 2009: „Berliner Geschichten“: Immer habe ich in Gedanken mit Dir zu tun, Bettina und Achim von Arnim in Briefen – Regie: Barbara Abend
- 2009: Wunder befördern: Zwei heitere Einakter von Barbara Abend/Karel Čapek und Seán O’Casey – Fassung und Regie: Barbara Abend
- 2009: „Berliner Geschichten“: Bahnwärter Thiel von Gerhart Hauptmann – Leitung: Barbara Abend
- 2010: Krolls Etablissement – eine Berliner Legende – Erzählt, gespielt, gesungen! – Buch und Regie: Barbara Abend
- 2010: „Berliner Geschichten“: Johannes Bobrowski – eine Hommage – Leitung: Barbara Abend
- 2011: Berlin! Und wir mittendrin. Blick zurück nach vorn – Buch und Regie: Barbara Abend
- 2011: Elisabeth von England von Ferdinand Bruckner – Regie: Barbara Abend
- 2011: „Berliner Geschichten“: Die Buchholzens oder Wie angelt man einen Schwiegersohn, nach Julius Stindes Die Familie Buchholz – Leitung: Barbara Abend
- 2012: Reineke Fuchs von Johann Wolfgang von Goethe – Regie: Herbert Olschok
- 2012: „Berliner Geschichten“: Ein Mann will nach oben. Roman von Hans Fallada – Für das Theater im Palais eingerichtet/Leitung: Barbara Abend
- 2012: Der Weihnachtsbazillus. Geschichten zum Fest
- 2013: Jawoll, meine Herrn! Musikalische Zelluloidgeschichten – Buch und Regie: Barbara Abend
- 2014: (DEA) Daily Soup. Eine Familiengeschichte von Amanita Muskaria – Aus dem Polnischen von Doreen Daume – Regie: Renate-Louise Frost
- 2014: „Berliner Geschichten“: Tagebuch im Sturmgepäck. Nach einer Idee von Franziska Troegner – Leitung: Barbara Abend
- 2014: Wahnsinn! unsere Berliner TheaterGeschichte
- 2015: „Berliner Geschichten“: Kästner: Das Glück ist keine Dauerwurst – Leitung: Barbara Abend
- 2015: „Berliner Geschichten“: (UA) Das Schloss. Ein Gespenst packt aus. – Ein Feature von Barbara Abend
- 2015: Am Anfang war die Maus. 25 Jahre Theater im Palais – Buch und Regie: Barbara Abend
- 2016: (UA) Affäre Spittelmarkt, Komödie nach Eugène Labiche in der Fassung des Theater im Palais – Regie: Philippe Besson
- 2016: (UA) Mein Herr Käthe. Das Ehepaar Luther – Familienglück und Weltgeschichte – Buch: Uwe Hoppe
- 2017: Kästner: Der 35. Mai – Leitung Barbara Abend
- 2018: Es war die Nachtigall von Ephraim Kishon, Musik von Dov Seltzer / Musiktexte von Yvonne Kolb, Ein Musical für Schauspieler – Regie: Philippe Besson
- 2019: (UA) Gelacht, geweint: Fontane. Skurrile, komische, bittre und aufwühlende Geschichten von Theodor Fontane – Buch und Regie: Annette Klare
- 2019: „Berliner Geschichten“: Alfred Henschke genannt Klabund. Ick baumle mit de Beene – Lieder und Texte

## Filmografie

### Schauspielerin
- 1977: Härtetest (TV-Film; laut Fernsehen der DDR - Portal)
- 1978: Donna Diana oder Trotz wider Trotz
- 1978: Polizeiruf 110: Bonnys Blues (TV-Reihe)
- 1979: Zwillinge oder Nimm dir ein Beispiel an Evelin (TV)
- 1984: Polizeiruf 110: Inklusive Risiko (TV-Reihe)
- 1987: Die erste Reihe (Fernsehfilm)
- 1988: Der Staatsanwalt hat das Wort: Wo mich keiner kennt (TV-Reihe)
- 1990: Verflixte gute Fee (TV-Film)
- 1990: Barfuß ins Bett (TV-Serie)
- 1991: Mit Herz und Robe (TV-Serie)
- 1991: Agentur Herz (TV-Serie)

### Sprecherin (Auswahl)
- 1983: Anja und die vier Jahreszeiten (1980) (DDR-Titel: Die zwölf Monate) – Stiefschwester (Mariko Mukai)
- 1984: Der Abbé und die Liebe (1973) – Françoise (Claude Jade)
- 1984–1985: Die Abenteuer des Sherlock Holmes (TV-Serie) – Helen (Rosalyn Landor)
- 1994: Die Bibel – Jakob – Leah (Juliet Aubrey)
- 1997: Die Bibel – David – Bathsheba (Sheryl Lee)
- 2001: Wasabi – Ein Bulle in Japan – Sophie (Carole Bouquet)
- 2003–2010: Cold Case – Kein Opfer ist je vergessen (TV-Serie) – Anna Mayes (Robin Weigert)
- 2005: Wie in der Hölle – Mutter (Carole Bouquet)
- seit 2008: Kommissar Wallander (TV-Reihe) – Lisa Holgersson (Sadie Shimmin)
- 2011: Wer weiß, wohin? – Takla (Hauptrolle) (Claude Baz Moussawbaa)

## Hörspiele
- 1974: Mögen Sie Stiefmütterchen? (Rundfunk der DDR)
- 1984: Yoshikichi Furui: Der heilige Mann – Regie: Peter Groeger (Hörspiel (Kunstkopf) – Rundfunk der DDR)
- 2009: ab Folge 93 als Barbara Blocksberg in der Hörspielreihe Bibi Blocksberg